# 遠山茂樹 (デザイナー)
遠山 茂樹（とおやま しげき、1959年(昭和34年）3月23日 - ）は日本のゲームクリエイター、デザイナー。「遠山式立体表示法」の発明者。
ナムコ「プロップサイクル」の企画や「ゼビウス」のメカデザイナーとして知られる。
バンダイナムコゲームス新規事業課を経て、バンダイナムコスタジオ所属。

## 来歴・人物
1981年に多摩芸術学園卒業し、ナムコに入社。同期に遠藤雅伸がいる。ゼビウスなどのデザインに参加し、プロップサイクルなどでは企画も担当した。ロボットのデザインにも携わり、ソニー出向した際には、AIBOにも関与。
遠山は2002年に「遠山式立体表示法」を発明し、社長賞で最優秀賞を取得。実用化され、各方面に展開した（詳細は節#遠山式立体表示法を参照）。その後はバンダイナムコゲームスの新規事業課において、電通と連携した「SPECIAL FLAG」というゲームメソッドコンサルティングチームにも関っている。
2015年よりバンダイナムコスタジオ AM第3開発本部 コンテンツデザイン3部 AM企画7課 エグゼクティブプランナーとなり、2016年からは技術統括本部 技術本部 技術企画部 イノベーション課 遠山式立体表示法担当にも就任。

## 受賞歴
- 1996年 - マルチメディアグランプリ・エンタテイメント賞[7]
- 1996年 - NOVASTAR1996 BEST INNOVATION AWARD[7]
- 2002年 - ナムコ社長賞・最優秀発明賞[7]

## 主な作品

### ゲーム
主な担当ゲームに、
- ゼビウス（キャラクターデザイン）
- サンダーセプター（キャラクターデザイン）
- スターラスター（キャラクターデザイン）
- ファイナルラップ・ウイニングラン（ロゴ・筐体デザイン）
- ギャラクシアン3（コンセプト・キャラ・ロゴデザイン）
- スティールガンナー（筐体デザイン）
- ガンバレット（企画）
- プロップサイクル（企画）
- パニックパーク（企画）

がある。

### ロボット
- マイクロマウス競技用ロボット「マッピー」 - ナムコ[5][9]
- 給仕ロボット「キュージくん」 - ナムコ[5]
- 犬型ペットロボット「AIBO」 - ソニー[7][2]

### 書籍
（遠山式立体表示法が用いられた書籍）
- 『絶叫3DポスターブックR.C.T』、双葉社、2003年11月、ISBN 4575296368。
- 遠山茂樹、遠山式開発チーム『Touch it! ―遠山式超立体写真集』、小学館、2004年11月、ISBN 4093855188。
- 白組、遠山式立体表示研究所『friends もののけ島のナキ ―とびだす立体映画絵本』、小学館、2011年11月、ISBN 978-4097264583。

（作品集）
- ぜくう 著、ぜくう・遠山茂樹 イラスト『遠山茂樹作品集・インタビュー 後編』、遠山茂樹・遠山式開発チーム・遠山式立体表示研究所 監修、ゲー夢エリア51 編集、密林社、2013年12月、ASIN B00D69K49E
- ぜくう 著、ぜくう・遠山茂樹 イラスト『遠山茂樹作品集・インタビュー 後編』、遠山茂樹・遠山式開発チーム・遠山式立体表示研究所 監修、ゲー夢エリア51 編集、密林社、2013年12月、ASIN B00JIO9DIO
- ぜくう 編著、遠山茂樹 イラスト『遠山茂樹作品集・アートワークス編』、遠山茂樹・遠山式開発チーム・遠山式立体表示研究所 監修、密林社、2014年12月、ASIN B00PXLIP12

## 遠山式立体表示法
赤・青のフィルムを用いたメガネによるアナグリフ式を基本とし、裸眼で立体視できるレンティキュラ方式など様々な形式が開発された。本立体表示法は、以下の特許を取得。
- 特許第3579683号「立体視用印刷物の製造方法、立体視用印刷物」 - 特許権者：株式会社バンダイナムコエンターテインメント、発明者：遠山茂樹 、宮澤篤（2003年11月12日出願、2004年6月24日公開、2004年7月23日登録、2023年11月12日期限）

「AT21遠山式3D ピクチャー」として、福井コンピュータが開発する建築系のCADに導入された。奥村印刷と連携して山崎真実や大久保麻梨子の等身大ポスターも制作した。また、小学校と連携したプロジェクトも実施され、「遠山式立体表示研究所」というサイトが設けられた。「3Dお風呂ポスター」といった応用も開発された。